# Montaña Grouse
La montaña Grouse es una de las montañas de la cadena costera del Pacífico, ubicada en North Vancouver, Columbia Británica, Canadá. Allí se encuentra una pequeña y muy conocida estación de esquí abierta al público durante el invierno.
La montaña es un refugio de fauna silvestre.

## Historia

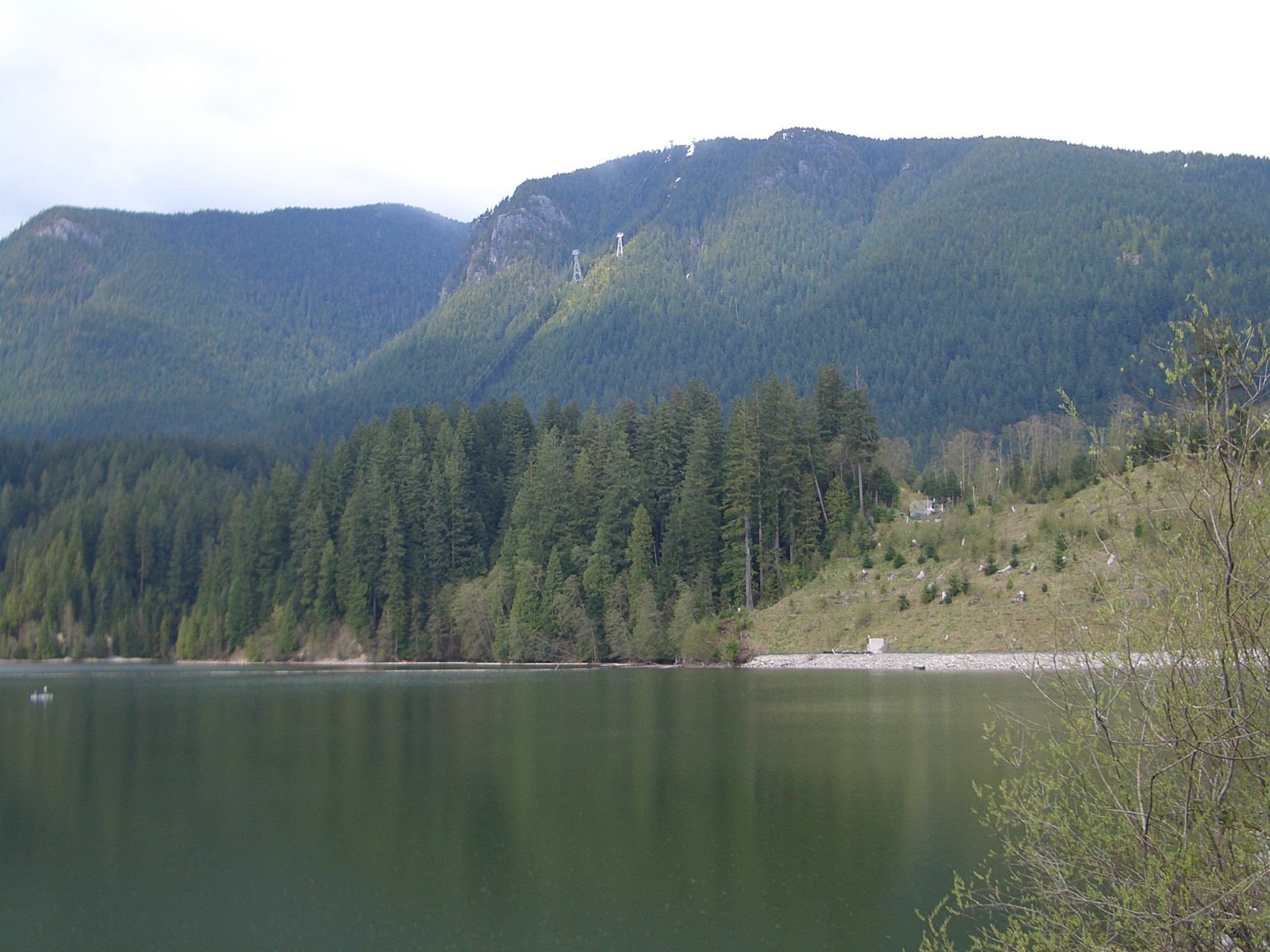
Otra vista de la montaña

### Áreas de esquí
La estación cuenta con cuatro telesillas y una alfombra mágicapara facilitar el acceso a sus 26 rutas de esquí, de las cuales:
- un 17% son para principiantes;
- un 54% son para personas con un nivel intermedio;
- un 21% son para personas con un nivel avanzado;
- un 8% son para profesionales.

### Accidente aéreo

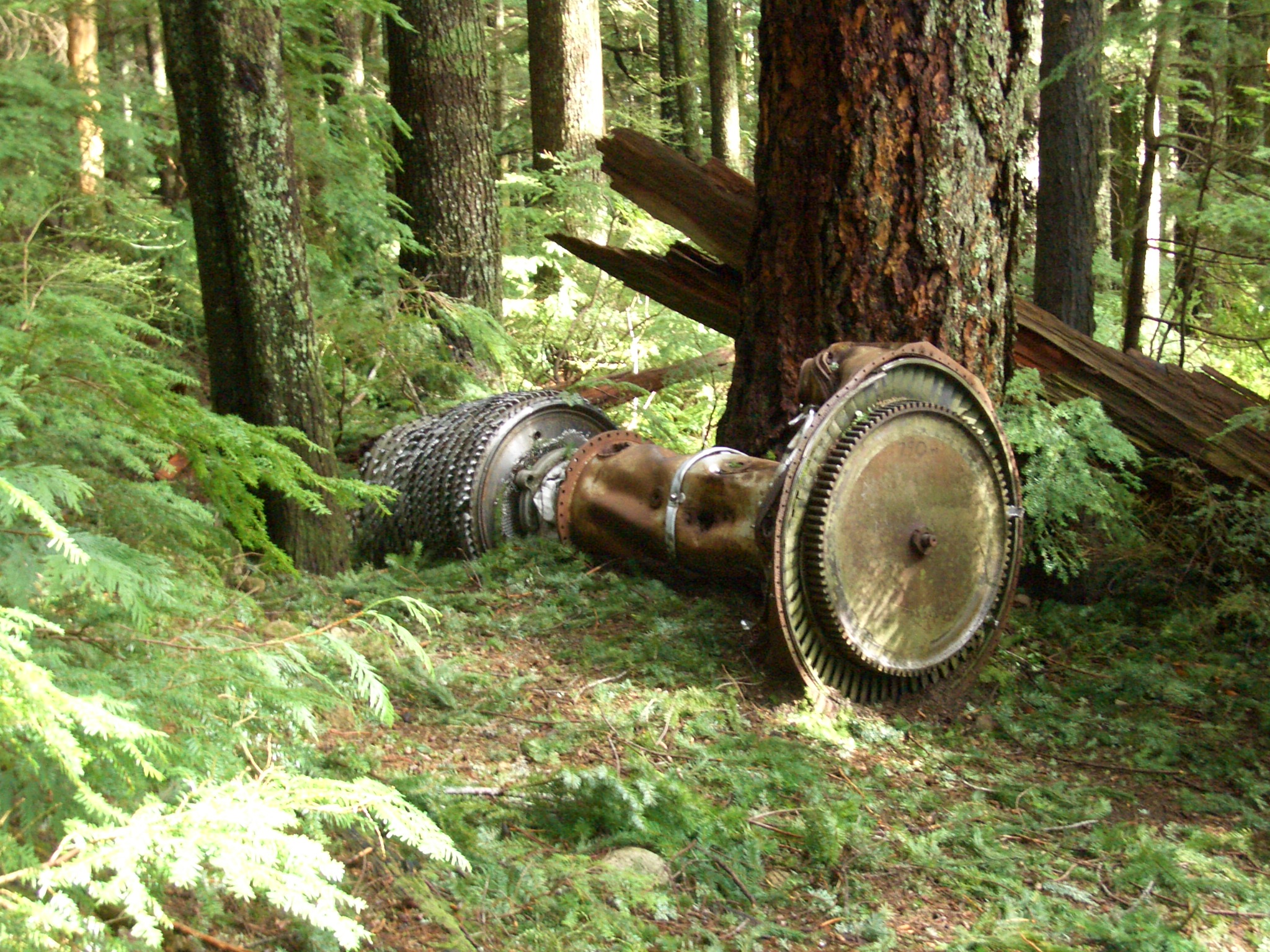
Un motor de telesillas abandonado en la zona del accidente del F-86 en 1954.

El 12 de febrero de 1954 un avión F-86 de la Fuerza Aérea de los Estados Unidos entró en el espacio aéreo canadiense desde el estado de Washington y chocó con la ladera sur de Grouse, contra una vieja telesilla, esparciendo escombros por toda la zona. El piloto, el subteniente Lamar J. Barlow, murió en el accidente.